# Quasieulia jaliscana
Quasieulia jaliscana es una especie de polilla de la familia Tortricidae. Se encuentra en los estados mexicanos de Jalisco, Oaxaca, Puebla y Veracruz.
La longitud de las alas anteriores es de 6,8 a 7,3 mm para los machos y de 5,9 a 7,8 mm para las hembras. El color de fondo de las alas anteriores es blanquecino con una mezcla de marrón y marrón teñido excepto en el área dorso-anterior. Las alas traseras son blanquecinas, teñidas de crema en la periferia y estriguladas (con rayas finas) de color gris.

## Etimología
El nombre de la especie se refiere al estado de Jalisco, México.